# Kraftwerk Tuggen
Das Kraftwerk Tuggen ist ein Wasserkraftwerk in der Gemeinde Lycksele, Provinz Västerbottens län, Schweden, das am Ume älv liegt. Es ging 1962 in Betrieb. Das Kraftwerk ist im Besitz von Vattenfall und wird auch von Vattenfall betrieben.

## Absperrbauwerk
Das Absperrbauwerk besteht aus einer Pfeilerstaumauer aus Beton mit einer Höhe von 26 m. Die Wehranlage mit den zwei Wehrfeldern befindet sich in der Mitte, das Maschinenhaus liegt auf der linken Seite.
Das Stauziel liegt zwischen 202,5 und 204 m über dem Meeresspiegel. Der Stausee erstreckt sich über eine Fläche von 3 km² und fasst 11 Mio. m³ Wasser.

## Kraftwerk
Mit dem Bau des Kraftwerks wurde 1957 begonnen; es ging 1962 in Betrieb. Es verfügt mit zwei Kaplan-Turbinen über eine installierte Leistung von 98 (bzw. 105 oder 110) MW. Die durchschnittliche Jahreserzeugung liegt bei 440 (bzw. 441) Mio. kWh.
Die beiden Turbinen wurden von Kværner geliefert. Sie leisten jeweils 50,24 MW; ihre Nenndrehzahl liegt bei 125 Umdrehungen pro Minute. Die Fallhöhe beträgt 26,6 (bzw. 27,5 oder 28) m. Der maximale Durchfluss liegt bei 450 (bzw. 480) m³/s.